# مرض رئوي ساد
أمراض الرئة المسدودة أو مرض رئوي انسدادي (بالإنجليزية: Obstructive lung disease)‏ هي فئة من أمراض الجهاز التنفسي تتميز بضيق أو انسداد مجرى الهواء. ويتميز عادة من قبل بالتهاب وقابلية طي المجاري الهوائية بسهولة وعرقلة تدفق الهواء مما يؤدي إلى مشاكل الزفير وضرورة مراجعة المريض المتكررة للمستشفيات.
أنواع مرض الرئة الانسدادي تشمل:
- الربو
- توسع القصبات
- التهاب الشعب الهوائية
- مرض الانسداد الرئوي المزمن (COPD)

على الرغم من مرض الانسداد الرئوي المزمن (COPD) له خواص تشابه مع جميع الأمراض انسداد الرئة الأخرى، مثل أعراض السعال والأزيز عند التنفس، لكن له ظروف متميزة من حيث ظهور المرض، وتكرار الأعراض وانعكاس انسداد مجرى الهواء. كما يضم التليف الكيسي في مرض الانسداد الرئوي أحياناً ولكن يتم تصنيفها علمياً من أمراض الرئة المقيدة.

## التشخيص
التشخيص يعتمد على عدة عوامل بحسب المرض الذي يجري تشخيصه. عادة تشخص أمراض الرئة المسدودة من خلال قياس نسبة FEV1/FVC والتي يقاس بها استطاعة المريض على استنشاق 70% من الهواء الذي تستوعبه الرئة خلال ثانية واحدة.

## جدول تلخيصي
الجدول التالي يلخص أهم أمراض الرئة المسدودة. مرض الانسداد الرئوي المزمن عادة ما يكون مجموعة من الأعراض المشتركة من التهاب القصبات المزمن والنفاخ الرئوي.
| الحالة                                                    | الأجزاء الرئيسية المصابة | أهم التغيرات                                                                  | الأسباب                  | الأعراض                          |
| --------------------------------------------------------- | ------------------------ | ----------------------------------------------------------------------------- | ------------------------ | -------------------------------- |
| التهاب القصبات المزمن                                     | القَصَبَة                   | فرط تنسج وإفرازات هائلة من الغدد المخاطية                                     | تدخين التبغ وتلوث الهواء | سعال رطب                         |
| توسع القصبات                                              | القَصَبَة                   | تمدد وتندب المجاري الهوائية                                                   | عدوى شدية مستمرة         | سعال قشع متقيح وحمى              |
| ربو                                                       | القَصَبَة                   | - فرط تنسج في العضلات الملساء - إفرازات مخاطية بكميات كبيرة - التهاب - انسداد | مناعي أو مجهول السبب     | حالات أزيز وسعال وضيق تنفس عرضية |
| النفاخ الرئوي                                             | العنيبات                 | توسع الفسحة الهوائية وتدمير جدران القصيبات                                    | التدخين                  | ضيق النفس                        |
| التهاب القصيبات (مجموعة ثانوية ضمن التهاب القصبات المزمن) | Bronchiole               | تندب التهابي وطمس القصيبات                                                    | التدخين وتلوث الهواء     | سعال وضيق النفس                  |
| المصدر                                                    |                          |                                                                               |                          |                                  |